# Perotis flavinodula
Perotis flavinodula är en gräsart som beskrevs av Carl Christian Mez. Perotis flavinodula ingår i släktet Perotis och familjen gräs. Inga underarter finns listade i Catalogue of Life.